# Euphyia interruptata
Euphyia interruptata är en fjärilsart som beskrevs av Achille Guenée 1858. Euphyia interruptata ingår i släktet Euphyia och familjen mätare. Inga underarter finns listade i Catalogue of Life.